# Willie Green
Willie J. Green (Detroit, Michigan, 28. srpnja 1981.) američki je profesionalni košarkaš. Igra na poziciji bek šutera, a trenutačno je član NBA momčadi Philadelphia 76ersa. Izabran je u 2. krugu (41. ukupno) NBA drafta 2003. od strane Seattle SuperSonicsa.

## NBA karijera
Izabran je kao 41. izbor NBA drafta 2003. od strane Seattle SuperSonicsa. Međutim na sam dan drafta, Green je mijenjan u Philadelphia 76erse u zamjenu za prava na Paccelisa Morlendea i novac. U svojoj rookie sezoni, prosječno je postizao 6.9 poena, 1.2 skokova i 1 asistenciju po utakmici. U ljeto 2005. uprava 76ersa, ponudila je Greenu produljenje ugovora, ali se on iznenada ozljedio te je to produljenje odgođeno do daljnjega. Ipak, u ožujku 2006. godine, Green je i službeno produljio ugovor sa 76ersima te je u svojoj povratničkoj utakmici protiv Cleveland Cavaliersa, za 11 minuta, postigao 9 poena. 4. travnja 2007., Green je, u utakmici s Toronto Raptorsima, postigao učinak karijere od 37 poena. Tijekom sezone 2007./08. Green je uspio izboriti mjesto u početnoj petorci te je ostvario najviši prosjek u poenima, skokovima i asistencijama u karijeri, tj. prosječno je postizao 12.4 poena, 2.5 skokova i 2 asistencije po utakmici.

## NBA statistika

### Regularni dio
| Godina    | Klub         | Odig. uta. | Uta. poč. | Min. | 2P%  | 3P%  | Sl. bac.% | Skok. | Asist. | Ukr. lop. | Blok. | Poena |
| --------- | ------------ | ---------- | --------- | ---- | ---- | ---- | --------- | ----- | ------ | --------- | ----- | ----- |
| 2003./04. | Philadelphia | 53         | 0         | 14.5 | .401 | .311 | .728      | 1.2   | 1.0    | .5        | .1    | 6.9   |
| 2004./05. | Philadelphia | 57         | 21        | 18.7 | .366 | .286 | .776      | 2.3   | 1.8    | .6        | .1    | 7.7   |
| 2005./06. | Philadelphia | 10         | 2         | 15.3 | .424 | .526 | .800      | 1.5   | .5     | .2        | .0    | 7.0   |
| 2006./07. | Philadelphia | 74         | 36        | 24.9 | .411 | .325 | .667      | 2.1   | 1.5    | .8        | .1    | 11.3  |
| 2007./08. | Philadelphia | 74         | 74        | 26.6 | .436 | .285 | .757      | 2.5   | 2.0    | .7        | .3    | 12.4  |
| 2008./09. | Philadelphia | 81         | 60        | 22.6 | .435 | .317 | .729      | 1.6   | 2.0    | .6        | .2    | 8.5   |
| Ukupno    |              | 349        | 193       | 21.8 | .416 | .311 | .735      | 1.9   | 1.7    | .6        | .1    | 9.5   |

### Doigravanje
| Godina    | Klub         | Odig. uta. | Uta. poč. | Min. | 2P%  | 3P%  | Sl. bac.% | Skok. | Asist. | Ukr. lop. | Blok. | Poena |
| --------- | ------------ | ---------- | --------- | ---- | ---- | ---- | --------- | ----- | ------ | --------- | ----- | ----- |
| 2004./05. | Philadelphia | 5          | 0         | 12.6 | .444 | .222 | .900      | 1.8   | .6     | .2        | .0    | 5.4   |
| 2007./08. | Philadelphia | 6          | 6         | 23.7 | .431 | .200 | .643      | 1.3   | 2.0    | .8        | .7    | 9.0   |
| 2008./09. | Philadelphia | 6          | 6         | 24.7 | .412 | .364 | .333      | 1.0   | 1.2    | .0        | .2    | 7.8   |
| Ukupno    |              | 17         | 12        | 20.7 | .425 | .280 | .704      | 1.4   | 1.3    | .3        | .3    | 7.5   |

## Vanjske poveznice
- Profil na NBA.com
- Profil  Arhivirana inačica izvorne stranice od 27. travnja 2009. (Wayback Machine) na Basketball-Reference.com
- Profil na ESPN.com